# The Ashes
The Ashes ist ein zweimal in vier Jahren stattfindender Cricket-Länderkampf zwischen Australien und England. Er besteht meist aus fünf Tests und wird abwechselnd jeweils im lokalen Sommer in den beiden Ländern ausgetragen. Die Ashes gelten gemeinhin als die traditionsreichste und wichtigste Auseinandersetzung im Cricket.

## Geschichte
Regelmäßige Test-Matches zwischen Australien und England finden seit 1877 statt. Die Ashes-Legende geht auf das neunte Aufeinandertreffen der beiden Länder 1882 im Londoner Oval zurück. Es war die erste Heimniederlage Englands in einem schon gewonnen geglaubten Spiel und eines der am engsten umkämpften Cricket-Tests aller Zeiten.

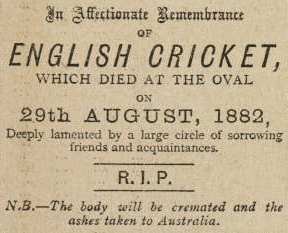
Der scherzhafte Nachruf auf das englische Cricket in der Sporting Times

Unter anderem veröffentlichte die Sporting Times in einer Glosse einen Nachruf auf das englische Cricket, in dem es heißt:
In liebevoller Erinnerung an das englische Cricket, das am 29. August 1882 im Oval verstarb, zutiefst beklagt von einem großen Kreis trauernder Freunde und Bekannter. R.I.P.
NB. - Der Leichnam wird eingeäschert und die Asche nach Australien überführt.

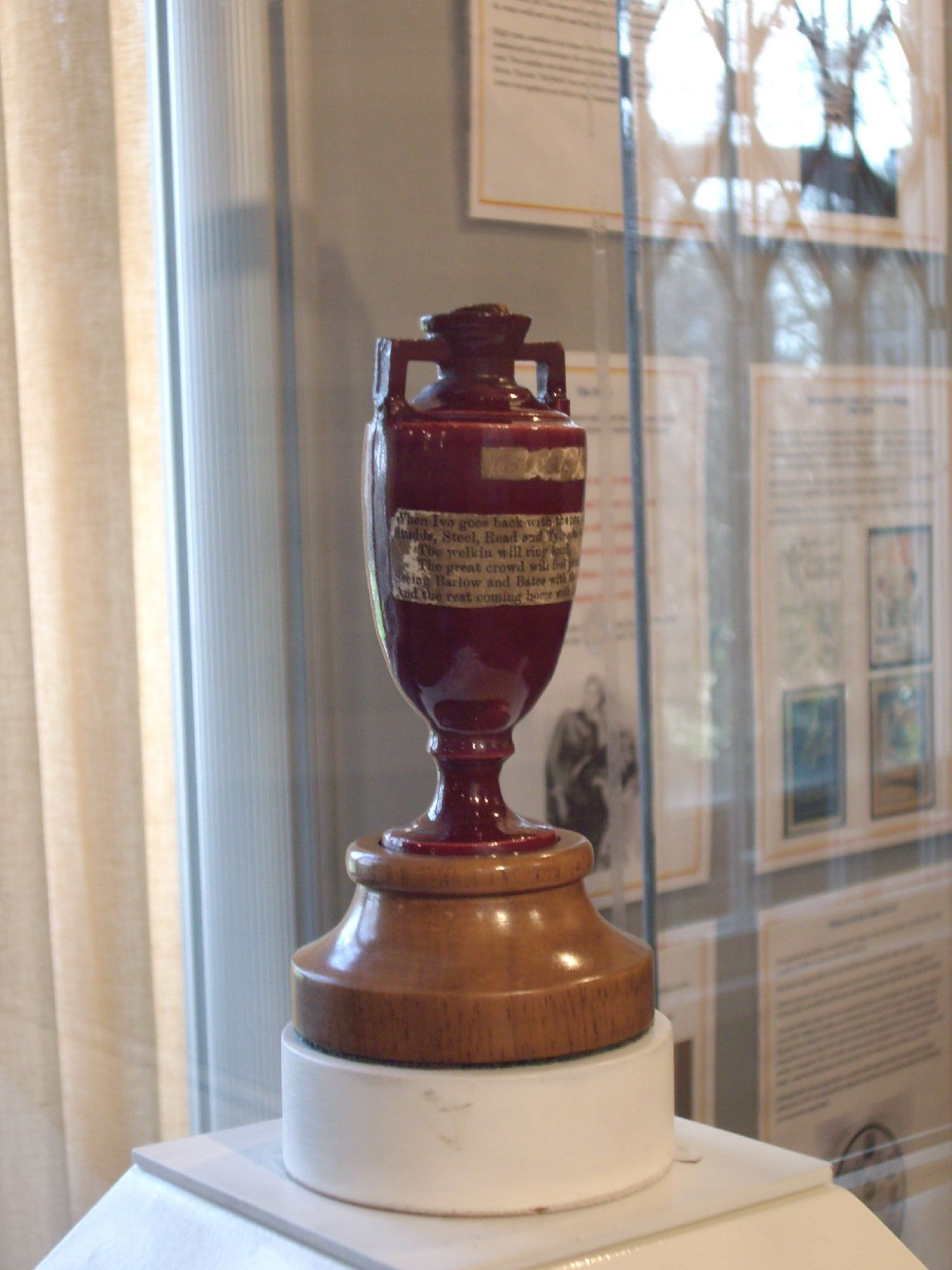
The Ashes

Der Begriff „Asche“ wurde umgehend aufgenommen, und bereits die im selben Winter in Australien stattfindende Test-Serie stand in England unter dem Motto, „die Asche zurückzugewinnen“. Bei dieser Serie wurde dem Kapitän der englischen Mannschaft, Ivo Bligh, in Anspielung auf die Ereignisse des vorangegangenen Sommers eine Urne geschenkt. Die Urne enthält tatsächlich Asche, jedoch ist bis heute unklar, was verbrannt wurde. Vermutet wird, dass es sich um die Überreste eines Balles, eines Wickets oder eines Damenschleiers handelt. Die Urne war nie die Trophäe der Ashes, ist aber als Symbol überaus bekannt. Sie blieb im Besitz von Bligh und wurde nach dessen Tod von seiner Witwe dem Marylebone Cricket Club gestiftet, wo sie seither ausgestellt ist.
Nach einer langen Durststrecke konnte England 2005 die Ashes zum ersten Mal seit 1987 wiedergewinnen, verlor sie allerdings 2006/07 gleich wieder, nachdem alle fünf Spiele der Serie an Australien gegangen waren. 2009 konnte England die Ashes in einer stark umkämpften Serie wieder zurück nach England holen und 2010/11 erstmals seit 24 Jahren sowohl die Serie in Australien gewinnen als auch die Ashes verteidigen. Die Ashes am Boxing Day 2013 halten mit 91.112 Besuchern den Rekord für die größte Zahl von Zuschauern an einem Test-Cricket-Tag.

## Statistik
Von den 73 Austragungen der Ashes gewann Australien 34 Austragungen und England 32, siebenmal endete die Serie mit einem Unentschieden. Bei den Einzel-Tests führt Australien mit 152 zu 112 bei 97 Remis.